# Anita Wachter

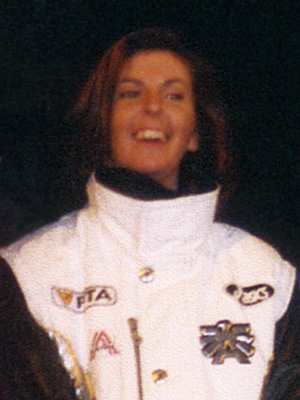

Anita Wachter (Bartholomäberg, 12 februari 1967) is een Oostenrijks oud-alpineskiester.

## Palmares

### Olympische winterspelen
- Calgary (1988)
  - Gouden medaille in de combinatie
- Albertville (1992)
  - Zilveren medaille in de combinatie
  - Zilveren medaille in de reuzenslalom

### Wereldkampioenschap
- Saalbach-Hinterglemm (1991)
  - Bronzen medaille in de super G
- Morioka (1993)
  - Zilveren medaille in de reuzenslalom
  - Bronzen medaille in de combinatie
- Sierra Nevada (1996)
  - Zilveren medaille in de combinatie
- Vail (1999)
  - Bronzen medaille in de reuzenslalom

1936: Christl Cranz ·
1948: Trude Beiser ·
1988: Anita Wachter ·
1992: Petra Kronberger ·
1994: Pernilla Wiberg ·
1998: Katja Seizinger ·
2002: Janica Kostelić ·
2006: Janica Kostelić ·
2010: Maria Riesch ·
2014: Maria Höfl-Riesch ·
2018: Michelle Gisin ·
2022: Michelle Gisin